# 이소영 (방송인)
이소영(1976년 4월 16일 ~ )은 대한민국의 아나운서이다.

## 학력
- 계명대학교 신문방송학과 학사

## 방송 진행
- 대구교통방송 《TBN 차차차》